# Corazón des Andes
Corazón des Andes (en castellano, «Corazón de los Andes») es el trigésimo tercer álbum oficial en estudio del cantautor chileno Ángel Parra como solista. Fue lanzado originalmente en Francia en 2001, país donde vivió varios años producto de su exilio durante la dictadura militar de Chile.
Todas las canciones del disco giran en torno a la palabra «corazón».

## Lista de canciones
Toda la música compuesta por Ángel Parra, salvo que se indique lo contrario. 
| Corazón des Andes |                             |                                        |          |  |
| N.º               | Título                      | Música                                 | Duración |  |
| 1.                | «Corazón, cuánto te quiero» |                                        | 3:13     |  |
| 2.                | «El corazón y los años»     |                                        | 3:24     |  |
| 3.                | «Corazón de bandido»        | Críspulo Gándara                       | 3:09     |  |
| 4.                | «Vasija de barro»           | Gonzalo Benítez, Luis Alberto Valencia | 4:03     |  |
| 5.                | «Corazones rotos»           |                                        | 2:17     |  |
| 6.                | «Baguala del corazón»       |                                        | 3:16     |  |
| 7.                | «Corazón de la puna»        |                                        | 2:43     |  |
| 8.                | «Corazón maldito»           | Violeta Parra                          | 2:59     |  |
| 9.                | «Corazón sin memoria»       |                                        | 2:15     |  |
| 10.               | «Adiós, corazón amante»     | tradicional chilena                    | 4:27     |  |
| 11.               | «Fallaste, corazón»         | Cuco Sánchez                           | 2:35     |  |
| 12.               | «Corazón de escarcha»       | Chilote Campos                         | 3:54     |  |
| 13.               | «Corazón de soltero»        |                                        | 2:16     |  |
| 14.               | «Ay, corazón»               | tradicional                            | 1:32     |  |
| 42:03             |                             |                                        |          |  |